# Liste der Europameister im Skilanglauf
Die Liste der Europameister im Skilanglauf listet alle Europameister sowie die Zweit- und Drittplatzierten im Einzel-, Sprint- und Massenstartwettbewerben im Skilanglauf bei der U18-Europameisterschaft auf. Die erste U18-EM fand im März 2011 statt, die kommenden werden immer im Dezember für das kommende Jahr ausgetragen.

## Wettbewerbe für Männer
| Jahr          | Austragungsort          | Disziplin   | Sieger                | Zweiter               | Dritter               |
| ------------- | ----------------------- | ----------- | --------------------- | --------------------- | --------------------- |
| März 2011     | Ramsau                  | Einzel      | Aljaz Praznik         | Edi Dadić             | Livio Bieler          |
| März 2011     | Ramsau                  | Sprint      | Fabian Kattnig        | Dominik Kern          | Sebastian Stadlbauer  |
| März 2011     | Ramsau                  | Massenstart | Edi Dadić             | Livio Bieler          | Aljaz Praznik         |
| Dezember 2011 | St. Ulrich am Pillersee | Einzel      | Miha Simenc           | Petr Knop             | Jakub Antos           |
| Dezember 2011 | St. Ulrich am Pillersee | Sprint      | Miha Simenc           | Fabian Kattnig        | Jacob Kordutch        |
| Dezember 2011 | St. Ulrich am Pillersee | Massenstart | Petr Knop             | Florin Daniel Pripici | Jakub Antos           |
| Dezember 2012 | St. Ulrich am Pillersee | Einzel      | Florin Daniel Pripici | Michal Novák          | Stepan Terentjev      |
| Dezember 2012 | St. Ulrich am Pillersee | Sprint      | Simone Romani         | Ludek Seller          | Florin Daniel Pripici |
| Dezember 2012 | St. Ulrich am Pillersee | Massenstart | Yordan Chuchuganov    | Florin Daniel Pripici | Michal Novák          |
| Dezember 2013 | St. Ulrich am Pillersee | Einzel      | Michal Novák          | Dajan Danuser         | Beda Klee             |
| Dezember 2013 | St. Ulrich am Pillersee | Sprint      | Mikael Abram          | Markus Mrkonjic       | Petr Pilz             |
| Dezember 2013 | St. Ulrich am Pillersee | Massenstart | Beda Klee             | Michal Novák          | Marino Capelli        |

## Wettbewerbe für Frauen
| Jahr          | Austragungsort          | Disziplin   | Sieger           | Zweiter          | Dritter             |
| ------------- | ----------------------- | ----------- | ---------------- | ---------------- | ------------------- |
| März 2011     | Ramsau                  | Einzel      | Lea Einfalt      | Nika Razinger    | Teresa Stadlober    |
| März 2011     | Ramsau                  | Sprint      | Nathalie Schwarz | Sandra Bader     | Nika Razinger       |
| März 2011     | Ramsau                  | Massenstart | Teresa Stadlober | Lisa Unterweger  | Lea Einfalt         |
| Dezember 2011 | St. Ulrich am Pillersee | Einzel      | Lea Einfalt      | Anamarija Lampič | Anna Seebacher      |
| Dezember 2011 | St. Ulrich am Pillersee | Sprint      | Anamarija Lampič | Petra Hyncicoova | Lea Einfalt         |
| Dezember 2011 | St. Ulrich am Pillersee | Massenstart | Lisa Unterweger  | Anna Seebacher   | Petra Hyncicoova    |
| Dezember 2012 | St. Ulrich am Pillersee | Einzel      | Delphine Claudel | Lisa Unterweger  | Lea Damiani         |
| Dezember 2012 | St. Ulrich am Pillersee | Sprint      | Lisa Unterweger  | Erica Antoniol   | Erzebet Emilia Sara |
| Dezember 2012 | St. Ulrich am Pillersee | Massenstart | Delphine Claudel | Jasmin Berchtold | Lisa Unterweger     |
| Dezember 2013 | St. Ulrich am Pillersee | Einzel      | Lydia Hiernickel | Stefanie Arnold  | Alina Meier         |
| Dezember 2013 | St. Ulrich am Pillersee | Sprint      | Alina Meier      | Lydia Hiernickel | Stefanie Arnold     |
| Dezember 2013 | St. Ulrich am Pillersee | Massenstart | Alina Meier      | Lydia Hiernickel | Jasmin Berchtold    |